# Górnik Wałbrzych
Górnik Wałbrzych – klub sportowy założony 22 marca 1946 roku. W chwili założenia był to klub wielosekcyjny: sekcja piłkarska, koszykarska i kolarska.